# ورخوپنیه
ورخوپنیه (انگلیسی: Verkhopenye) یک شهرک در بخش ایفنیانسکی استان بلگورود کشور روسیه است.